# Giapeto (astronomia)
Giapeto (nome sdrucciolo: Giàpeto) è il terzo satellite naturale di Saturno per dimensioni dopo Titano e Rea, e l'undicesimo satellite naturale più grande del sistema solare. È il più grande corpo noto a non essere in equilibrio idrostatico e la sua peculiarità più nota è di avere la superficie divisa in due regioni all'apparenza molto differenti tra loro. Inoltre possiede altre caratteristiche insolite scoperte nel 2007 dalla sonda Cassini, come la grande cresta che percorre due terzi della lunghezza del suo equatore.
Fu scoperto dall'astronomo italiano Giovanni Domenico Cassini il 25 ottobre 1671. Deve il suo nome al Giapeto della mitologia greca ed è anche noto come Saturno VIII.

## Il nome
Cassini chiamava i quattro satelliti saturniani da lui scoperti (Teti, Dione, Rea e Giapeto) Sidera Lodoicea ("le stelle di Luigi"), in onore di re Luigi XIV. Gli astronomi presero l'abitudine di riferirsi a loro e a Titano come Saturno I fino a Saturno V quindi, in base alla sua distanza dal pianeta, Giapeto era noto come Saturno V. Quando nel 1789 furono scoperti Mimas ed Encelado, lo schema di numerazione fu esteso a Saturno VII. Dal 1848 Giapeto è noto con il nome di Saturno VIII, quando il suo posto come Saturno VII è stato occupato da Iperione.
Gli attuali nomi dei primi sette satelliti di Saturno furono dati da John Herschel (figlio di William Herschel, scopritore di Mimas ed Encelado) nel 1847, quando suggerì i nomi dei Titani e delle Titanidi, i fratelli e le sorelle di Crono (il Saturno greco).

## Orbita
Giapeto è il terzo satellite di Saturno per dimensioni, è molto più lontano dal pianeta rispetto agli altri satelliti maggiori. Tra i grandi satelliti di Saturno, Giapeto è quello con la più alta inclinazione orbitale; solo i satelliti esterni irregolari, come Febe, hanno orbite caratterizzate da piani orbitali inclinati in modo significativo sull'equatore del pianeta.
A causa di questa lontananza e dell'orbita inclinata, Giapeto è la sola grande luna dalla quale gli anelli di Saturno sarebbero ben visibili; dagli altri satelliti interni infatti, gli anelli sarebbero visti di taglio e difficili da scorgere. Visto da Giapeto, Saturno ha un diametro angolare di 1° 56' (quattro volte la dimensione della Luna vista dalla Terra).

## Caratteristiche fisiche

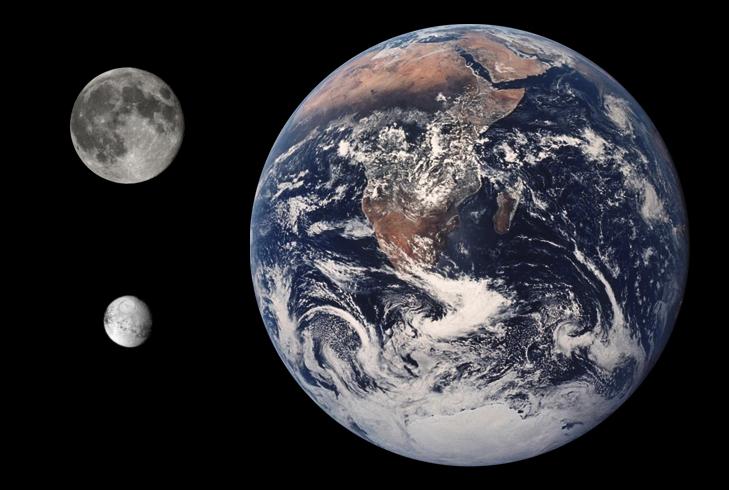
Dimensioni di Giapeto confrontate con quelle di Terra e Luna

La bassa densità di Giapeto, pari a 1,083 g/cm³, indica che è composto principalmente da ghiaccio con una piccola quantità di materiali rocciosi.

### Forma
Misurazioni triassiali di Giapeto ne stimano le dimensioni radiali in 746 × 746 × 712 km³, con un raggio medio di 734,5±2,8 km. Queste misurazioni sono relativamente inaccurate in quanto non tutta la superficie del satellite è stata fotografata ad alta risoluzione. A dispetto delle sue dimensioni appare evidente che la luna non è in equilibrio idrostatico, altrimenti la sua forma oblata potrebbe essere spiegata solo con un periodo di rotazione di circa 10 ore, mentre Giapeto attualmente ruota attorno al proprio asse molto più lentamente, con un periodo pari a 79 giorni terrestri. Una possibile spiegazione di questa discrepanza è che la luna si sia congelata poco dopo la sua formazione, quando la rapida rotazione ne schiacciava i poli; nel corso del tempo la rotazione avrebbe continuato a rallentare per via degli attriti mareali e la sua forma sarebbe rimasta invariata.

### Colorazione a due toni
La superficie di Giapeto ha una distintiva colorazione a due toni. Un emisfero è scuro (albedo 0,03–0,05) con una lieve colorazione rossastra, mentre l'altro emisfero è brillante (albedo 0,5, quasi quanto Europa). Questa differenza è così evidente che Cassini notò che poteva osservare Giapeto solamente su un lato di Saturno e non sull'altro.
Le due parti della luna si dividono in realtà secondo uno schema simile a quello dei due lembi che compongono una palla da tennis, abbracciandosi l'un l'altra. La parte scura si chiama Cassini Regio, la parte chiara invece è divisa dall'equatore nella Roncevaux Terra (a nord) e nella Saragossa Terra (a sud).
È probabile che i materiali scuri siano composti organici simili alle sostanze trovate in alcune meteoriti o sulle superfici di comete. L'origine di questo materiale non è attualmente nota, anche se sono state proposte numerose teorie. Anche lo spessore dello strato non è conosciuto con certezza; sull'emisfero scuro non ci sono crateri brillanti, quindi se lo strato scuro fosse sottile questo dovrebbe essere rinnovato di continuo, altrimenti un impatto meteoritico si spingerebbe oltre lo strato superficiale e rivelerebbe il materiale sottostante più brillante.
È possibile che il materiale scuro provenga da qualche fonte interna, forse portata alla superficie da combinazioni di impatti meteoritici e vulcanismo. Questa teoria è supportata dall'apparente concentrazione del materiale sul fondo dei crateri. Siccome Giapeto è lontano da Saturno, è stato ipotizzato che potrebbe aver evitato gran parte del riscaldamento che le altre lune di Saturno hanno ricevuto durante la formazione del sistema solare. Quindi avrebbe potuto trattenere al suo interno metano o ghiaccio di ammoniaca, che più tardi eruttò sulla superficie, e poi annerì a causa della radiazione solare, particelle cariche e raggi cosmici. Un'indicazione di questo tipo di vulcanismo proviene da un anello di materiale scuro, di circa 100 chilometri in diametro, che si estende sul confine tra le due zone di Giapeto, simili strutture sulla Luna e su Marte sono il risultato di materiale vulcanico fluito in crateri di impatto con un picco centrale.
Una teoria alternativa ipotizza che il materiale scuro provenga da Febe, o da altri satelliti esterni in rivoluzione retrograda, e sia stato liberato dalla superficie del satellite più piccolo da impatti di meteoritici. Febe è probabilmente l'origine del più largo fra gli anelli di Saturno finora scoperti, l'anello di Febe appunto, rivelato solo nel 2009 dalle osservazioni nell'infrarosso del telescopio spaziale Spitzer. Siccome la Cassini Regio corrisponde alla faccia che Giapeto rivolge in direzione del proprio moto orbitale, eccezion fatta per i poli, su di essa si sarebbero raccolti questi detriti. Tuttavia la superficie di Febe presenta una colorazione più grigia rispetto al materiale scuro di Giapeto, ed una composizione più simile alla sua superficie brillante, perciò l'arrivo del materiale da Febe spiega solo una piccola differenza di albedo, che dovrebbe essere accentuata da un processo posteriore.
Quale che sia l'origine dei materiali scuri, infatti, l'opacità della superficie di Giapeto potrebbe essere accentuata dalle radiazioni solari a causa del lungo periodo di rotazione della luna: mentre la parte ghiacciata le riflette meglio, quella scura si surriscalda maggiormente, facendo sublimare il ghiaccio e ogni eventuale elemento volatile, che tende a depositarsi sui poli o sull'emisfero opposto. durante il lunghissimo giorno di Giapeto la parte chiara della superficie arriva fino a 113 K circa, quella più scura fino a 128; questa differenza, seppur leggera, è sufficiente perché il ghiaccio si disperda in misura nettamente maggiore nella Cassini Regio che sul resto del satellite. Su tempistiche geologiche questo avrebbe accentuato la differenza di albedo fra le due aree.

### La cresta equatoriale

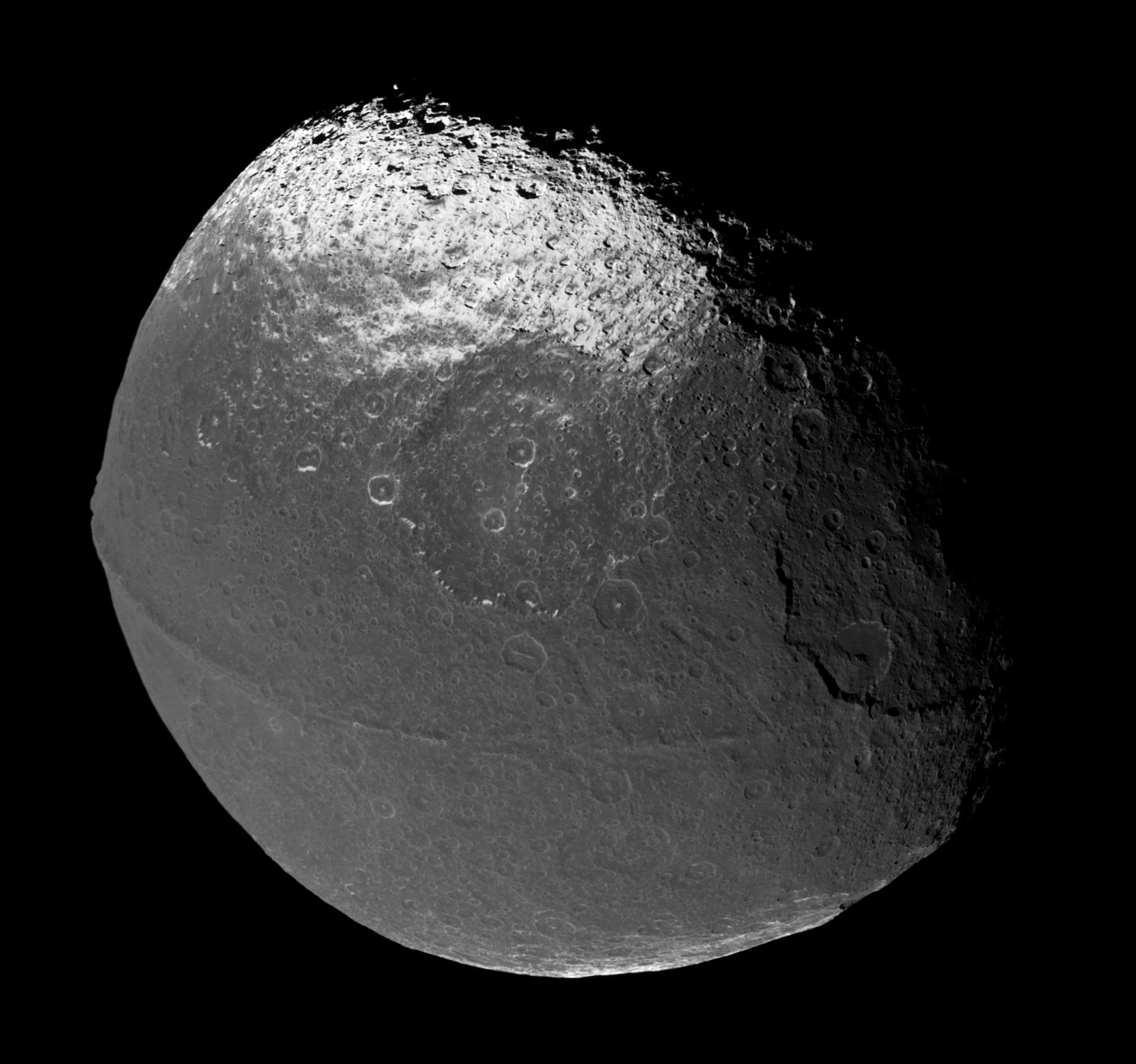
Collage di foto catturate dalla sonda Cassini nel 2004; è mostrata la faccia scura di Giapeto, da nord, con la cresta equatoriale ben evidente.

Un ulteriore mistero è stato scoperto quando la sonda Cassini fotografò Giapeto il 31 dicembre 2004 e rivelò la presenza di una cresta larga all'incirca 20 km ed alta 13 km che si estende per oltre 1300 km nella Cassini Regio, seguendo quasi perfettamente la linea equatoriale della luna. Alcuni picchi della cresta raggiungono i 20 km d'altezza e costituiscono alcune delle più grandi montagne del sistema solare. Alcune delle montagne più chiare nei pressi del bordo della Cassini Regio, che sembrano appartenere a questa cresta, erano già state viste nelle foto delle Voyager; tuttavia, queste ultime non furono in grado di fornire dettagli della regione oscura, dunque l'estensione del complesso geologico si è reso visibile solo di recente.

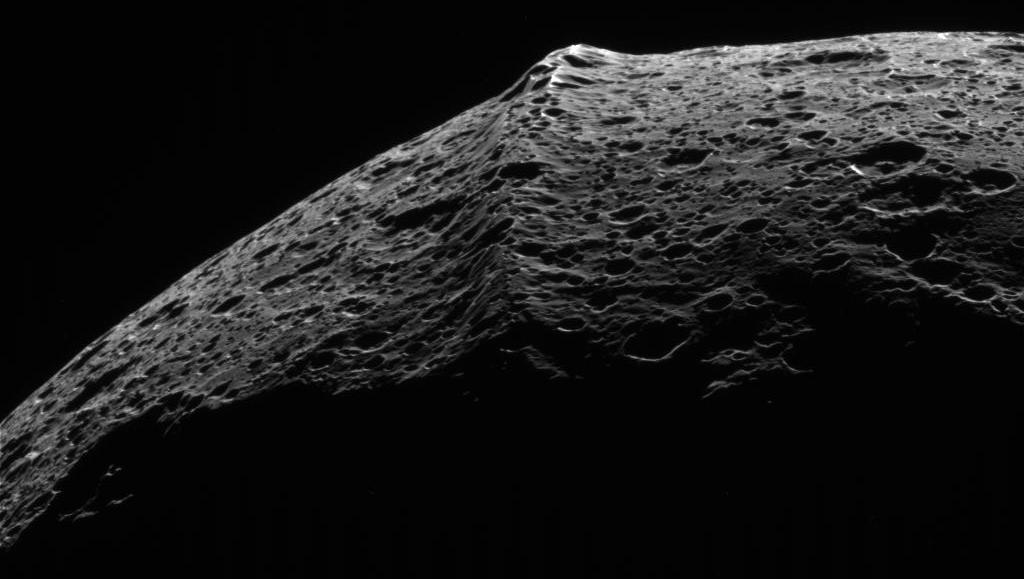
Primo piano della cresta equatoriale

L'immenso sistema crestale è altamente craterizzato, il che indica che è molto antico. Diverse ipotesi sono state prodotte riguardo alla sua origine. La cresta potrebbe essere nata al momento della sua formazione quando la luna ruotava molto più velocemente; quest'ipotesi è sostenuta dal team che ha seguito la missione Cassini ed implicherebbe che il giovane Giapeto ruotasse in un periodo di almeno 17 ore. Raffreddandosi, la luna ha mantenuto la cresta, anche sotto l'influenza delle maree di Saturno che ne hanno rallentato la rotazione alle attuali 79,33 giorni.
La cresta equatoriale potrebbe essersi formata, secondo un'altra ipotesi, da materiale fuoriuscito in superficie dal sottosuolo e poi solidificatosi.
È stato anche suggerito che Giapeto avesse potuto avere un anello, nei primi periodi della sua esistenza, un anello poi collassato gradualmente lungo la fascia equatoriale. Infatti, Giapeto ha un'importante sfera di Hill, il che giustificherebbe sia la presenza dell'anello nel proto-Giapeto che l'attrazione di altro materiale, anch'esso poi collassato sulla superficie. Un'ipotesi simile vede la cresta come il risultato dell'impatto di un satellite di Giapeto, spezzato dalle forze congiunte delle maree di Saturno e Giapeto stesso, per infine precipitare lungo l'equatore della luna. La cresta equatoriale sembra però troppo solida per essere il risultato di materiale precipitato dall'anello, senza contare che le immagini mostrano che è attraversata da faglie d'origine tettonica, il che non sembra confermare quest'ipotesi.
La cresta potrebbe essere il risultato di un antico episodio di convezione. Questa ipotesi afferma che la cresta è in equilibrio isostatico tipico delle montagne terrestri. Significa che sotto la cresta c'è materiale a bassa densità. Il peso della cresta è compensato dalla forza di galleggiamento.
Queste ipotesi, comunque, non spiegano perché la cresta si estenda per la sola Cassini Regio.

### Crateri
La luna possiede numerosi crateri di notevoli dimensioni, alcuni dei quali sono stati scoperti grazie alle foto della sonda Voyager 2; solo con la Cassini è stato possibile rilevare la presenza di vasti crateri d'impatto nella regione oscura. Il più grande, Turgis, possiede un diametro di 580 km (due quinti di quello della luna) ed è uno dei più vasti del sistema solare. L'orlo del cratere è molto ripido e parte della scarpata supera i 15 km d'altezza.

## Giapeto nella finzione
- Nel romanzo di Arthur Clarke 2001: Odissea nello spazio (1968), l'astronauta Dave Bowman scopre un enigmatico monolito alieno su Giapeto. Un enorme cerchio nero è stato dipinto sulla superficie della luna, e il monolito occupa un cerchio bianco, più piccolo, al centro. Quando, diciotto anni più tardi, la sonda Voyager 2 incontrò Giapeto, fotografò davvero un'enorme regione circolare nera con all'interno una regione più chiara. Clarke raccontò che Carl Sagan che era nel team della Voyager 2, gli spedì una fotografia, con la nota «Pensando a te…»
- Nel romanzo futuristico di Kim Stanley Robinson The Memory of Whiteness, Giapeto è popolato dai discendenti dei coloni sovietici, che mantengono un sistema politico comunista.
- Nel romanzo di Jack McDevitt Il sonno degli dei (The engines of God), nel prologo viene descritto il primo manufatto alieno scoperto dall'Umanità, una statua di ghiaccio scoperta su Giapeto e rappresentante un alieno di una razza che si scoprirà in seguito estinta da tempo.